# Khaled Mardam-Bey
Khaled Mardam-Bey (ur. 19 marca 1968 w Ammanie) – brytyjski informatyk i przedsiębiorca arabskiego pochodzenia.

## Życiorys
Urodził się 16 marca 1968 w stolicy Jordanii – Ammanie, jako syn Syryjczyka i Palestynki. Większość życia spędził w Wielkiej Brytanii.
Studiował kognitywistykę na University of Westminster w Londynie. Podczas studiów rozpoczął prace nad stworzeniem mIRCa, klienta IRC dla Windowsa, w swoim czasie jednego z najpopularniejszych na świecie. Od 1995 pracował nad rozwojem programu, który doczekał się odniesień w popkulturze, m.in. w 2001 roku indonezyjski zespół muzyczny T-Five nagrał piosenkę „MIRC”, a w 2006 program pojawił się w teledysku „Boten Anna” Basshuntera. Od 1995 prowadził firmę MIRC Company Limited, a od 2013 także Hove Lawns Properties Limited.

## Życie prywatne
Deklaruje się jako świecki humanista, jest wegetarianinem.